# Fregona
|  | No s'ha de confondre amb Pal de fregar. |

Fregona és un municipi italià, dins de la província de Treviso. L'any 2007 tenia 3.160 habitants. Limita amb els municipis de Caneva (PN), Cappella Maggiore, Cordignano, Farra d'Alpago (BL), Sarmede, Tambre (BL) i Vittorio Veneto.
| Període | Identitat       | Partit         |
| ------- | --------------- | -------------- |
| 2008-   | Giacomo De Luca | Centreesquerra |